# اینترکنتیننتال ژنو

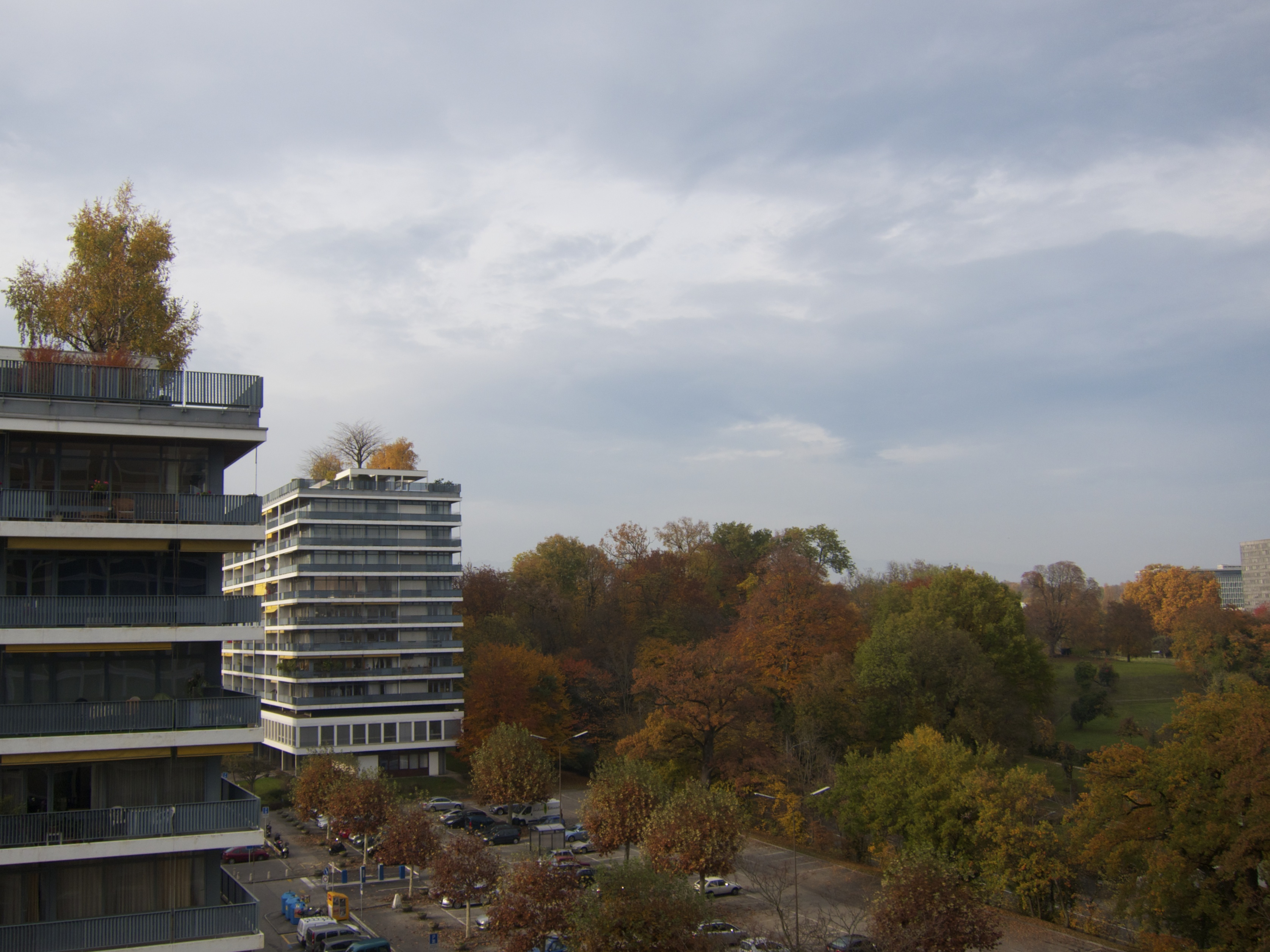
هتل اینترکنتیننتال ژنو، محل مذاکرات و اقامت وزرای خارجه ایران و گروه ۵+۱ بود.

 اینترکنتیننتال ژنو  هتل لوکس و ۵ ستاره‌ای است که در ژنو، سوئیس قرار دارد و از زیرمجموعه‌های هتل‌های اینترکنتیننتال است. این هتل تأسیس ۱۹۶۴ است و برخلاف سایر هتل‌های سطح بالای سوئیس، این هتل در اطراف دریاچه لمان قرار ندارد، اما از طرف دیگر، هتل به مقر سازمان ملل در ژنو نزدیک است. اینترکنتیننتال ژنو دارای ۳۳۳ اتاق مهمان، ۵۶ سوئیت، ۱۶ اتاق جلسه و کنفرانس و ۲ رستوران است.

## موقعیت
این هتل در یک منطقه مسکونی در شمال غرب شهر مستقر است و نمایی به مون بلان و دریاچه لمان دارد. فاصله هتل تا مقر سازمان ملل در اتحادیه اروپا حدود ۳ دقیقه و فاصله آن تا مرکز خرید حدود ۵ دقیقه فاصله است.